# Lan Hương (diễn viên sinh 1963)
Nguyễn Phúc Lưu Lan Hương, thường được biết đến với nghệ danh Lan Hương (sinh ngày 7 tháng 5 năm 1963), là một nữ diễn viên người Việt Nam. Nổi tiếng qua vai diễn bé Ngọc Hà trong bộ phim Em bé Hà Nội (1974), bà được phong tặng danh hiệu Nghệ sĩ nhân dân vào năm 2007.

## Cuộc đời
Lan Hương sinh ngày 15 tháng 1 năm 1963 tại Hà Nội. Bà sinh ra trong một gia đình có bố là sĩ quan quân đội, mẹ là kỹ sư. Một người bác (bên ngoại) của Lan Hương là nhà quay phim, Nghệ sĩ ưu tú Lưu Xuân Thư. Thuở nhỏ, gia đình Lan Hương được tiêu chuẩn là căn nhà nhỏ trong khu tập thể nghệ sĩ phố Hoàng Hoa Thám, vì mẹ của bà có thời gian dài công tác trên sân khấu kịch từ nhỏ đến khi thành niên. Thế nhưng ngay từ đầu, mẹ không cho bà tham gia sinh hoạt văn nghệ vì sợ con khổ.
Năm 1973, Lan Hương bất ngờ được đạo diễn Hải Ninh mời đóng thử bộ phim Em bé Hà Nội vì ông thấy bà có một số nét hợp với tính cách nhân của vật chính, trước đó, ông đã phải dành ra ba tháng đến các câu lạc bộ thiếu nhi, trường học và theo dõi những em học sinh trên đường nhưng vẫn chưa thể chọn được người phù hợp. Lúc này Lan Hương mới 10 tuổi, đánh dấu vai diễn đầu tiên trong sự nghiệp diễn xuất của bà. Nam đạo diễn đã đến nhà và xin mẹ của bà nhưng bà đã phản đối vì không muốn con tham gia nghệ thuật quá sớm và lo cho sức khỏe của con. Phải vài tháng sau, bác sĩ Trần Duy Hưng, lúc bấy giờ là chủ tịch Ủy ban nhân dân thành phố Hà Nội, đích thân viết thư tay gửi mẹ bà về việc đóng phim, bà mới miễn cưỡng cho phép. Trong quá trình thực hiện bộ phim, đoàn phim phải thường xuyên xuống hầm xuống hầm trú ẩn vì khu vực quay phim bị thả bom, nghệ sĩ Kim Xuân – một diễn viên trong đoàn, đã bế Lan Hương xuống hầm trú ẩn rồi nằm đè lên để bảo vệ bà khỏi bom đạn; sau khi quay xong cảnh này, Kim Xuân đã bị bỏng ở nhiều chỗ. Bộ phim đã hoàn thành và được công chiếu vào năm 1974. Tại Liên hoan phim Việt Nam lần thứ 3 tổ chức vào 1 năm sau đó, phim đã vinh dự đoạt giải Bông Sen vàng. Ngoài ra, phim còn đoạt một số giải thưởng tại Liên hoan phim Quốc tế. Sau thành công của bộ phim, Lan Hương đã được khán giả Việt Nam lẫn quốc tế quen gọi với biệt danh "Em bé Hà Nội".
Sau khi học xong lớp 10 (lớp cao nhất bậc trung học thập niên 1970), Lan Hương được mẹ hướng cho đi học làm kĩ sư sinh học, nhưng thi mãi không được nên đành để bà thi tuyển vào khóa 1 diễn xuất Nhà hát Tuổi Trẻ. Bà chính thức vào nhà hát năm 1977. Trong các năm cuối thời bao cấp, Lan Hương cùng Minh Hằng và Đức Hải là những diễn viên trẻ tương đối thành công trên sân khấu thủ đô.
Sự nghiệp bà chỉ được coi là có tiếng vang khi tham gia các phim truyền hình Tình biển (đóng ở Kiên Giang với Lê Công Tuấn Anh và Quyền Linh) và Những người sống bên tôi. Vai Nguyệt Hà trong Những người sống bên tôi ban đầu chỉ được coi là phụ trợ, nhưng nhờ lối diễn xuất linh hoạt của Lan Hương nên được đôn lên vai chính ở phần nối tiếp. Ngay sau đó, bà được mời vào loạt vai tương tự trong các dự án đặc biệt của Hãng phim truyện Việt Nam.
Kể từ đầu thập niên 2000, Lan Hương chuyển dần sang công tác đào tạo diễn viên cho Nhà hát Tuổi Trẻ, đồng thời bà còn làm đạo diễn và thử nghiệm một số dòng kịch độc diễn mới du nhập từ kịch nghệ quốc tế, và soạn nhiều kịch bản. Năm 2004, bà tách khỏi Đoàn kịch 2 của nhà hát để lập đoàn kịch thể nghiệm với mục đích trình diễn một số tác phẩm đầu tay có chủ đề bảo vệ môi trường và cả khoa học giả tưởng. Đến năm 2007, bà được nhà nước Việt Nam phong tặng danh hiệu Nghệ sĩ nhân dân.

## Đời tư
Lan Hương kết hôn lần đầu năm 18 tuổi với một nghệ sĩ múa, là kết quả của cuộc tình từ năm bà mới 15 tuổi. Tuy vậy, cả hai chia tay nhau sau hai năm vì những bất đồng cá nhân. Sau đó một thời gian, bà tái hôn với đạo diễn Đặng Tất Bình. Cả hai quen nhau khi đang cùng công tác tại Nhà hát Tuổi trẻ và chính thức sống chung từ năm 1985.

## Tác phẩm

### Điện ảnh
| Năm  | Tên                  | Vai        | Đạo diễn                     | Nguồn         |
| ---- | -------------------- | ---------- | ---------------------------- | ------------- |
| 1974 | Em bé Hà Nội         | Bé Ngọc Hà | Nghệ sĩ nhân dân Hải Ninh    | [ 15 ] [ 16 ] |
| 1977 | Mối tình đầu         | Út Hạnh    | Nghệ sĩ nhân dân Hải Ninh    |               |
| 1983 | Đêm cuối năm         | Mỹ Lộc     | Châu Huế                     |               |
| 1989 | Dòng sông hoa trắng  | Hồng       | Nghệ sĩ nhân dân Trần Phương | [ 17 ] [ 18 ] |
| 1998 | Trăng trên đất khách |            | Nghệ sĩ ưu tú Tất Bình       |               |
| 2002 | Cái tát sau cánh gà  | Kim Hà     | Nghệ sĩ ưu tú Tất Bình       | [ 19 ] [ 20 ] |
| 2002 | Của rơi              | Hạnh       | Nghệ sĩ ưu tú Vương Đức      |               |

### Truyền hình/Video
| Năm  | Tên                              | Vai          | Đạo diễn                     | Kênh | Nguồn         |
| ---- | -------------------------------- | ------------ | ---------------------------- | ---- | ------------- |
| 1996 | Những cuộc tìm kiếm              | Tuyết        | Nghệ sĩ ưu tú Tất Bình       | VTV1 |               |
| 1996 | Tình biển                        |              | Yên Sơn                      | VTV1 |               |
| 1996 | Những người sống bên tôi         | Nguyệt Hà    | Nghệ sĩ ưu tú Tất Bình       | VTV3 | [ 21 ] [ 22 ] |
| 1997 | Những ngày xa mẹ                 | Đào          | Đặng Phi                     | VTV3 |               |
| 1998 | Người cha nhu nhược              |              | Nghệ sĩ ưu tú Phi Tiến Sơn   | VTV3 |               |
| 2001 | Chúng tôi ngày ấy                | Cà           | Nghệ sĩ nhân dân Tuệ Minh    | VTV1 | [ 23 ]        |
| 2013 | Thái sư Trần Thủ Độ              | Đàm Thái hậu | Đào Duy Phúc                 | VTV1 | [ 24 ] [ 25 ] |
| 2016 | Bốn cuộc tình, một người đàn ông | Bà Kim       | Nghệ sĩ ưu tú Tất Bình       | VTV3 | [ 26 ] [ 27 ] |
| 2017 | Sống chung với mẹ chồng          | Bà Bằng      | Nghệ sĩ ưu tú Vũ Trường Khoa | VTV1 | [ 28 ] [ 29 ] |
| 2017 | Ngược chiều nước mắt             | Bà Lâm       | Vũ Minh Trí                  | VTV1 | [ 30 ] [ 31 ] |